# Technoexport
Technoexport est une filiale de Safichem Group (de). Elle fut fondée en 1953 pour être l'exportatrice nationale tchécoslovaque d'installations industrielles.
Le 15 juin 1959 fut achevée la construction de la raffinerie de pétrole de Homs, d'une capacité d'un million de tonnes par an, par Technoexport. Technoexport a aussi construit des raffineries à Baïji et à Basra.